# Dendrobium fulgescens
Dendrobium fulgescens är en orkidéart som beskrevs av Johannes Jacobus Smith. Dendrobium fulgescens ingår i släktet Dendrobium, och familjen orkidéer. Inga underarter finns listade i Catalogue of Life.